# Hőmérséklet-vezetési tényező
A hődiffúziós tényező, közkeletű elnevezéssel: hőmérséklet-vezetési tényező (más elnevezés szerint hődiffuzivitás) anyagi állandó, amely a hőmérsékletnek térbeli és időbeli eloszlásának egyenlőtlenségéből származik, és a hőáram-sűrűség értékét befolyásolja. Ez a fizikai mennyiség a hővezetési tényezővel együtt alkalmas a hőáram, mint transzportjelenség leírására.

## Értelmezése
Kétfajta mennyiséget ismerünk azonos termodinamikai főhatás leírására. Mindkettőnél a hajtóerő (termodinamikai erő) a hőmérséklet-grádiens, és azonos az extenzív mennyiség is: a hőáram. Definíciós egyenleteikben ezért a hőáram-sűrűség szerepel (angolul: heat flux).
A hővezetésnél lineárisan értelmezzük a tér és az idő befolyását, a térnek arra a részére, ahol a hő áramlik (például egy hőátadó berendezés falára; merőlegesen).
Diffúziónál a Fick-törvények értelmében a tér és idő függvényében vizsgáljuk az anyagmennyiség-áramot, a Fourier-törvény értelmében ugyanilyen formában a hőáramot. Tekintettel arra, hogy a hőmérséklet intenzív mennyiség, ennek esetében áramlásáról értelmetlen beszélni. Ezért az angol hődiffuzivitás kifejezést magyarul célszerűbb hődiffúziós tényező néven nevezni (nem tévesztendő össze a termodiffúzióval; az ugyanis kereszteffektus).
A hőmérséklet-vezetési tényezőt (hődiffúziós tényezőt) az alábbi összefüggéssel definiáljuk:
{\displaystyle J_{q}=-a{dT \over dx}}
ahol Jq a hőáram-sűrűség és {\displaystyle {dT \over dx}} a hőmérséklet-grádiens.
Számítása:
{\displaystyle a={\lambda  \over {\rho c_{p}}}\,}
ahol
a a hőmérséklet-vezetési tényező, m²/s
λ a hővezetési tényező, W/(m·K)
ρ a sűrűség, kg/m³
cp az állandó nyomáson vett fajlagos hőkapacitás, J/(kg·K)
A hővezetési tényező, mint anyagi jellemző stacioner (időben állandósult) viszonyok között jellemzi a hőáramlási viszonyokat. Az időben változó jelenségek leírására alkalmasabb a hőmérséklet-vezetési tényező.

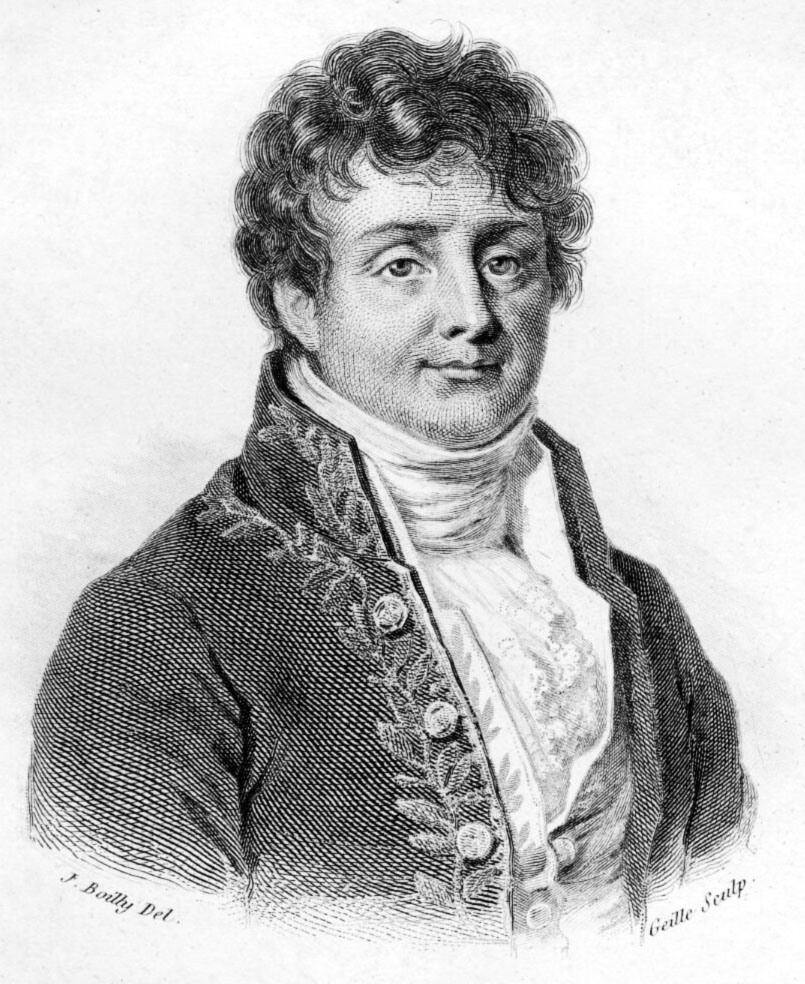
Jean Baptiste Joseph Fourier (1768-1830) francia matematikus és fizikus

A ciklikus hőmérsékletváltozások tér- és időbeli tovaterjedését – mint amilyen például a kültéri nappali és éjszakai hőmérsékletingadozás hatása a lakótérben – a hőmérséklet-vezetési tényezővel jellemezhetjük. A hőmérséklet tér- és időbeli eloszlása a Fourier-féle differenciálegyenlet
{\displaystyle {\frac {\partial T}{\partial t}}\ =a{\frac {\partial ^{2}T}{\partial x^{2}}}=a\ \Delta T}
megoldása után számítható. A kifejezésben:
t az idő, s
x a távolság, m
{\displaystyle \Delta } a Laplace-operátor.
A differenciálegyenletből azt olvashatjuk ki, hogy a hőmérsékletnek egy adott helyen megfigyelt időbeli változása a hőmérsékletnek a hely szerinti második differenciálhányadosával arányos, és az arányossági tényező a hőmérséklet-vezetési tényező.
A fentiekből következik, hogy a hővezetés grafikus megjelenítése egyenes; a diffúzió viszont görbe; hasonlatos a Gauss-hibafüggvényhez (általában az idő függvényében szokás ábrázolni).

## Anyagok hővezetési és hőmérséklet-vezetési tényezői
| Fémek 20 °C              | Sűrűség                                    | Fajlagos hőkapacitás               | Hővezetési tényező               | Hőfokvezetési tényező                      |  |
| Mértékegység             | {\displaystyle {\tfrac {10^{3}kg}{m^{3}}}} | {\displaystyle {\tfrac {kJ}{kgK}}} | {\displaystyle {\tfrac {W}{mK}}} | {\displaystyle {\tfrac {10^{-6}m^{2}}{s}}} |  |
| Alumínium                | 2,7                                        | 0,888                              | 237                              | 98,8                                       |  |
| Ólom                     | 11,34                                      | 0,129                              | 35                               | 23,9                                       |  |
| Bronz                    | 8,8                                        | 0,377                              | 62                               | 18,7                                       |  |
| Króm                     | 6,92                                       | 0,44                               | 91                               | 29,9                                       |  |
| Cr-Ni-acél (X12CrNi18,8) | 7,8                                        | 0,5                                | 15                               | 3,8                                        |  |
| Vas                      | 7,86                                       | 0,452                              | 81                               | 22,8                                       |  |
| Arany                    | 19,26                                      | 0,129                              | 316                              | 127,2                                      |  |
| Öntöttvas                | 7,8                                        | 0,54                               | 42…50                            | 10…12                                      |  |
| Acél (<0,4%C)            | 7,85                                       | 0,465                              | 45…55                            | 12…15                                      |  |
| Réz                      | 8,93                                       | 0,382                              | 399                              | 117                                        |  |
| Magnézium                | 1,74                                       | 1,02                               | 156                              | 87,9                                       |  |
| Mangán                   | 7,42                                       | 0,473                              | 21                               | 6                                          |  |
| Molibdén                 | 10,2                                       | 0,251                              | 138                              | 53,9                                       |  |
| Nátrium                  | 0,97                                       | 1,22                               | 133                              | 11,2                                       |  |
| Nikkel                   | 8,85                                       | 0,448                              | 91                               | 23                                         |  |
| Platina                  | 21,37                                      | 0,133                              | 71                               | 25                                         |  |
| Ezüst                    | 10,5                                       | 0,235                              | 427                              | 173                                        |  |
| Titán                    | 4,5                                        | 0,522                              | 22                               | 9,4                                        |  |
| Volfrám                  | 19                                         | 0,134                              | 173                              | 67,9                                       |  |
| Cink                     | 7,1                                        | 0,387                              | 121                              | 44                                         |  |
| Ón, fehér                | 7,29                                       | 0,225                              | 67                               | 40,8                                       |  |

| Nemfémek 20 °C   | Sűrűség                                    | Fajlagos hőkapacitás               | Hővezetési tényező               | Hőfokvezetési tényező                      |
| Mértékegység     | {\displaystyle {\tfrac {10^{3}kg}{m^{3}}}} | {\displaystyle {\tfrac {kJ}{kgK}}} | {\displaystyle {\tfrac {W}{mK}}} | {\displaystyle {\tfrac {10^{-6}m^{2}}{s}}} |
| Plexi            | 1,18                                       | 1,44                               | 0,184                            | 0,108                                      |
| Aszfalt          | 2,12                                       | 0,92                               | 0,70                             | 0,36                                       |
| Beton            | 2,1                                        | 0,88                               | 1,0                              | 0,54                                       |
| Jég (0 °C)       | 0,917                                      | 2,04                               | 2,25                             | 1,203                                      |
| Homok (száraz)   | 1,65                                       | 0,80                               | 0,27                             | 0,20                                       |
| Homok (nedves)   | 1,75                                       | 1,00                               | 0,25-2                           | 0,33                                       |
| Agyag            | 1,45                                       | 0,88                               | 1,28                             | 1,00                                       |
| Ablaküveg        | 2,48                                       | 0,70                               | 0,87                             | 0,50                                       |
| Tükörüveg        | 2,70                                       | 0,80                               | 0,76                             | 0,35                                       |
| Kvarcüveg        | 2,21                                       | 0,73                               | 1,40                             | 0,87                                       |
| Üveggyapot       | 0,12                                       | 0,66                               | 0,046                            | 0,58                                       |
| Gipsz            | 2,3                                        | 1,09                               | 0,51                             | 0,47                                       |
| Gránit           | 2,75                                       | 0,89                               | 2,9                              | 1,18                                       |
| Parafa           | 0,19                                       | 1,88                               | 0,041                            | 0,115                                      |
| Márvány          | 2,6                                        | 0,80                               | 2,8                              | 1,35                                       |
| Vakolat          | 1,9                                        | 0,80                               | 0,93                             | 0,61                                       |
| Papír            | 0,7                                        | 1,20                               | 0,12                             | 0,14                                       |
| Polietilén       | 0,92                                       | 2,30                               | 0,35                             | 0,17                                       |
| Teflon           | 2,20                                       | 1,04                               | 0,23                             | 0,10                                       |
| PVC              | 1,38                                       | 0,96                               | 0,15                             | 0,11                                       |
| Porcelán (95 °C) | 2,40                                       | 1,08                               | 1,03                             | 0,40                                       |
| Kőszén           | 1,35                                       | 1,26                               | 0,26                             | 0,15                                       |
| Fa               | 0,415                                      | 2,72                               | 0,14                             | 0,12                                       |
| Vakolat          | 1,69                                       | 0,80                               | 0,79                             | 0,58                                       |
| Tégla            | 1,6…1,8                                    | 0,84                               | 0,38…0,52                        | 0,28…0,34                                  |